# 石角镇 (廉江市)
石角镇，是中华人民共和国广东省湛江市廉江市下辖的一个乡镇级行政单位。

## 行政区划
石角镇下辖以下地区：
石角社区、山腰村、田头村、榕树村、丰满村、木马村、油房村、蕉坡村、石东村、横新村、横石村、曲江村、文峰村、大旺垌村、山合村、环下村、丹斗村、竹寨村、野鸭塘村和三合村。